# 宋明宗
宋明宗（1967年4月2日—），生於高雄市，中國國民黨籍新北市政治人物，現任新北市議員（林口、五股、泰山）。

## 經歷
畢業於警察專科學校，曾擔任過泰山鄉鄉長

## 選舉紀錄
| 年度 | 選舉屆數                 | 選舉區           | 所屬政黨   | 得票數 | 得票率 | 當選標記 | 備註 |
| ---- | ------------------------ | ---------------- | ---------- | ------ | ------ | -------- | ---- |
| 1998 | 第十六屆泰山鄉民代表選舉 | 泰山鄉第四選舉區 | 中國國民黨 | 1,350  |        |          |      |
| 2002 | 第十五屆台北縣議員選舉   | 台北縣第六選舉區 | 中國國民黨 | 5,691  | 3.38%  |          |      |
| 2005 | 第十三屆泰山鄉鄉長選舉   | 台北縣泰山鄉     | 中國國民黨 | 16,771 | 51.08% |          |      |
| 2010 | 第一屆新北市議員選舉     | 新北市第二選舉區 | 中國國民黨 | 19,621 | 5.93%  |          |      |
| 2014 | 第二屆新北市議員選舉     | 新北市第二選舉區 | 中國國民黨 | 24,326 | 7.97%  |          |      |
| 2018 | 第三屆新北市議員選舉     | 新北市第二選舉區 | 中國國民黨 | 20,672 | 6.15%  |          |      |
| 2022 | 第四屆新北市議員選舉     | 新北市第二選舉區 | 中國國民黨 | 21,587 | 17.35% |          |      |

## 爭議事件

### 涉賄
2006年7月宋明宗辦理「零星修補及災害搶救工程」發包案時，涉嫌收受包商賄款數百萬元，讓投標的業者肯鑫公司得標並通過驗收，另在辦理「96年全鄉運動大會服裝採購案」及「97年泰山鄉清潔隊工作服」、「98年巡守隊制服採購案」時，也涉嫌數受飛達服飾公司賄款讓業者得標。

## 外部連結
- 宋明宗的Facebook專頁